# ۱۳۸۹ (میلادی)
۱۳۸۹ (میلادی) هزار و سیصد و هشتاد و نهمین سال تقویم میلادی است.

## درگذشتگان
‎